# Rizomania buraka

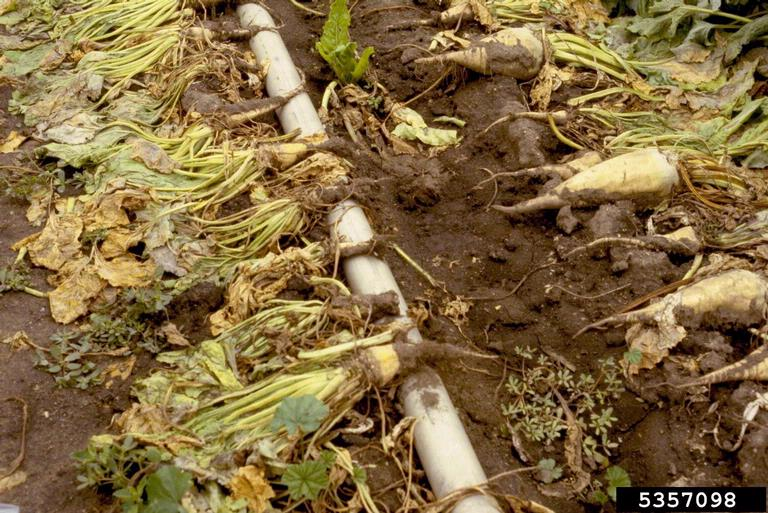
Porażone buraki cukrowe

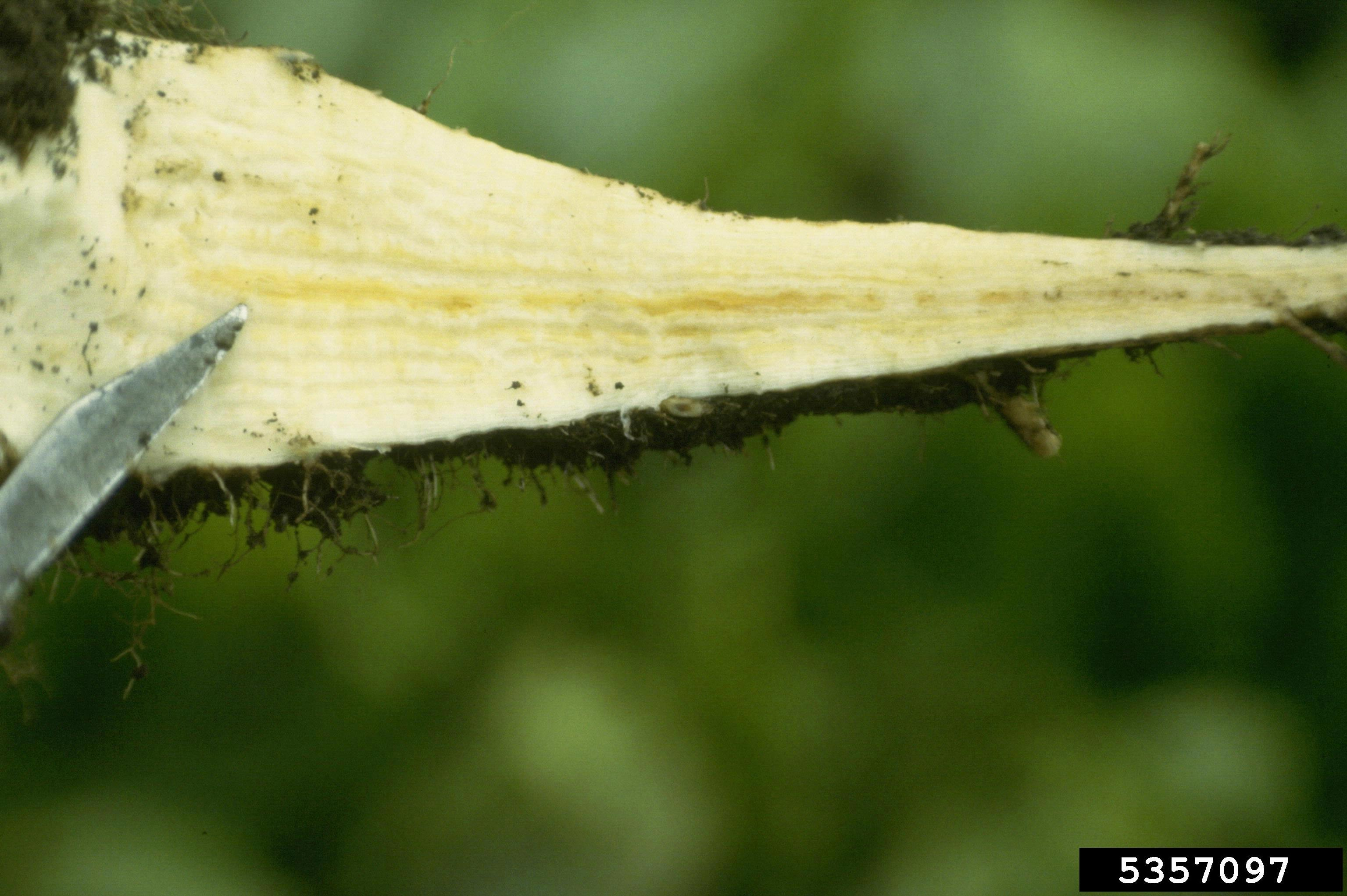
Przekrój przez korzeń buraka cukrowego

Rizomania buraka (ang. necrotic yellow vein of beet, rhizomania of beet) – wirusowa choroba buraka wywołana przez wirusa nekrotycznej żółtaczki nerwów buraka (Beet necrotic yellow vein virus, BNYVV).

## Występowanie, objawy i szkodliwość
Rizomania buraka występuje w całej niemal Europie, ale największe szkody wyrządza w Europie Południowej. W skali światowej przynosi ogromne straty w produkcji buraka cukrowego, a w wielu krajach jest najgroźniejszą chorobą tej rośliny. W Polsce po raz pierwszy stwierdzono jej występowanie w latach 80. XX wieku. Największe szkody wyrządza na glebach ciężkich, podmokłych, o wysokim poziomie wód gruntowych lub sztucznie nawadnianych, w rejonach o ciepłym klimacie. Przy dużym nasileniu może spowodować utratę 50–60% plonu, w Polsce jednak szkody zwykle nie przekraczają 20%. Choroba w Polsce nie występuje też corocznie, do 2000 r. pojawiała się sporadycznie.
Najbardziej charakterystyczne objawy choroby to tzw. broda korzeniowa powstająca wskutek zamierania drobnych bocznych korzeni i masowego tworzenia nowych. Na przekrojonym korzeniu widoczne jest zdrewnienie i ściemnienie wiązek przewodzących. Objawy na nadziemnej części buraka są mniej charakterystyczne i mogą być pomylone z innymi chorobami. Na liściach czasami pojawiają się chlorotyczne rozjaśnienia. Podczas suszy liście porażonych buraków szybciej od zdrowych więdną i zamierają. Na plantacjach nasiennych buraki porażone rizomanią nie wytwarzają pędów nasiennych.
Na polu rizomania często występuje placami. Zaobserwowano też, że rozprzestrzenia się zgodnie z kierunkiem prac pielęgnacyjnych.

## Epidemiologia
Wirus BNYVV przenoszony jest przez pierwotniaka Polymyxa betae będącego obligatoryjnym pasożytem buraka. Występuje w jego śluźniach i pływkach. Nie stwierdzono jednak namnażania się wirusa w organizmie pierwotniaka. Nie stwierdzono też jego występowania w zarodniach przetrwalnikowych pierwotniaka, chociaż wiadomo, że umożliwiają one przetrwanie wirusowi w glebie nawet przez kilka lat. Doświadczalnie stwierdzono, że wirus może być przenoszony także mechanicznie, ale w ten sposób przenoszą się tylko jego najdłuższe części, co znacząco zmienia właściwości wirusa.
Wirus zimuje w zarodniach przetrwalnikowych pierwotniaka Polymyxa betae w glebie, ale także w wieloletnich roślinach z rodziny komosowatych (Chenopodiaceae). Na polu uprawnym rozprzestrzeniany jest przez pływki pierwotniaka, lub wraz z glebą przesuwaną przez maszyny rolnicze. Stwierdzono też, że występuje wzdłuż szlaków komunikacyjnych, którymi z pół przewożone są korzenie buraków do cukrowni. Rozprzestrzenia się także wraz z wodą glebową przez rowy melioracyjne i inne cieki wodne. Zasięg choroby w dużym stopniu zależy od warunków pogodowych. Największe nasilenie choroba osiąga przy ciepłej i wilgotnej pogodzie.
Wirus nie przenosi się przez nasiona. Porażone wirusem rośliny nie wytwarzają nasion, jeśli natomiast zdrowe nasiona zostaną zanieczyszczone skażoną nim glebą, to gleba ta łatwo jest usuwana podczas separowania nasion.

## Ochrona
Wirus BNYVV jest organizmem kwarantannowym, którego wprowadzanie do stref chronionych oraz przemieszczanie wewnątrz tych stref na terytorium Unii Europejskiej jest zabronione. Może być wykryty w laboratorium testem ELISA. Uprawy buraka cukrowego podlegają systematycznej kontroli przez Państwową Inspekcję Ochrony Roślin i Nasiennictwa. Jeśli stwierdzi ona wystąpienie rizomanii buraka, to zakazuje uprawy buraka na danym terenie przez określony przepisami czas, a używana na danym polu sprzęt rolniczy musi zostać poddany dezynfekcji.
Istnieją skuteczne metody zwalczania wirusa BNYVV, ale są nieopłacalne. Eliminacja wirusa z gleby jest bardzo trudna, stwierdzono bowiem, że może on w niej przetrwać nawet ponad 10 lat. Najlepszą metodą ochrony będzie zapewne wyhodowanie odpornych na niego odmian buraków. Wyhodowano już odporne odmiany z genem Rz1, ale ciągu ostatnich 15 lat na niektórych obszarach uprawy buraków cukrowych na całym świecie powstały szczepy wirusa łamiące tę odporność. Zaleca się przy pracach pielęgnacyjnych w burakach stosowanie obuwia jednorazowego lub gumowego, które łatwo umyć. Do zainfekowania buraków potrzebna jest niewielka ilość wirusów i w praktyce bardzo często są one przenoszone na pole poprzez narzędzia i buty. Głównym „wektorem wirusa” często są kombajny buraczane. Jeżeli zbiorą one korzenie z pola zainfekowanego rizomanią, a potem bez dokładnego oczyszczenia, umycia i dezynfekcji robią to na innym polu, mogą chorobę przenieść na duże nawet odległości.